# Heterogamus fasciatipennis
Heterogamus fasciatipennis är en stekelart som beskrevs av William Harris Ashmead 1906. Heterogamus fasciatipennis ingår i släktet Heterogamus och familjen bracksteklar. Inga underarter finns listade i Catalogue of Life.